# Xolo Maridueña
Xolo Maridueña (Los Angeles, 9 juni 2001) is een Amerikaans acteur.

## Biografie
Xolo Maridueña begon professioneel te acteren in 2012. Hij kreeg in zijn eerste jaar tientallen rollen. Daartoe behoorden optredens in tv-reclamespotjes en een rol in Parenthood. Hij speelde ook in Showtime's Twin Peaks en het tv-drama Major Crimes. Maridueña speelt als Miguel in de Netflix-original Cobra Kai, de voortzetting van The Karate Kid-franchise. Hij begon na Cobra Kai, met zijn muziek carrière. En bracht het liedje "On My Way" uit.
Maridueña's heeft een multiculturele achtergrond (hij is van Mexicaanse, Cubaanse en Ecuadoriaanse afkomst).

## Filmografie
| Jaar        | Film                   | Rol                       | Opmerkingen                           |
| ----------- | ---------------------- | ------------------------- | ------------------------------------- |
| 2012-2015   | Parenthood             | Victor Graham             | Hoofdrol; 51 afleveringen             |
| 2013        | Dealin' with Idiots    | Manny                     |                                       |
| 2013        | Major Crimes           | Stefan Camacho            | Aflevering: "Rules of engagement"     |
| 2016        | Mack & Moxy            | Trooper Xolo              | Aflevering: "STEM Strong"             |
| 2016        | Rush Hour              | Isaiah                    | Aflevering: "Captain Cole's playlist" |
| 2016        | Furst Born             | Shawn                     | Tv-film                               |
| 2017        | Twin Peaks             | Jongen (1956)             | Aflevering: "Part 8"                  |
| 2018        | Noches con Platanito   | Zichzelf                  | Spelprogramma                         |
| 2018 - 2025 | Cobra Kai              | Miguel Diaz               | 65 afleveringen                       |
| 2019        | Victor and Valentino   | Andres                    | Stemmenrol                            |
| 2019        | Cleopatra in Space     | Zaid                      | Stemmenrol                            |
| 2021        | The Netflix Afterparty | Zichzelf                  | Aflevering: Cobra Kai                 |
| 2023        | Blue Beetle            | Jaime Reyes / Blue Beetle |                                       |
| 2025        | Smurfs                 | Brilsmurf                 | Stemmenrol                            |

## Prijzen
| Jaar | Prijs               | Categorie                                                      | Werk       | Resultaat   |
| ---- | ------------------- | -------------------------------------------------------------- | ---------- | ----------- |
| 2014 | Imagen Award        | Beste jonge acteur/televisie                                   | Parenthood | Genomineerd |
| 2014 | Young Artist Awards | Outstanding Young Ensemble in een televisieserie               | Parenthood | Gewonnen    |
| 2014 | Young Artist Awards | Beste performance in een televisieserie                        | Parenthood | Genomineerd |
| 2015 | Imagen Award        | Beste jonge acteur/televisie                                   | Parenthood | Genomineerd |
| 2018 | Imagen Award        | Beste jonge acteur/televisie                                   | Cobra Kai  | Genomineerd |
| 2018 | Teen Choice Award   | Choice Summer tv-acteur                                        | Cobra Kai  | Genomineerd |
| 2019 | Young Artist Awards | Beste performance in een streaming-serie of film: Tieneracteur | Cobra Kai  | Genomineerd |